# Veronica rapensis
Veronica rapensis är en grobladsväxtart som beskrevs av Forest Brown. Veronica rapensis ingår i släktet veronikor, och familjen grobladsväxter. Inga underarter finns listade i Catalogue of Life.